# نیسان ان‌وی۲۰۰
نیسان ان‌وی۲۰۰ (Nissan NV۲۰۰) یک ون ساخت شرکت نیسان است که از سال ۲۰۰۹ تا کنون در استان کاناگاوا و ژاپن تولید شده‌است. طراحی آن موتور جلو، خودرو محور جلو بوده طول آن در حالت طبیعی ۴٬۴۰۰ میلیمتر (۱۷۳٫۲ اینچ) و عرض آن در حالت طبیعی ۱٬۶۹۵ میلیمتر (۶۶٫۷ اینچ) است.

## نگارخانه

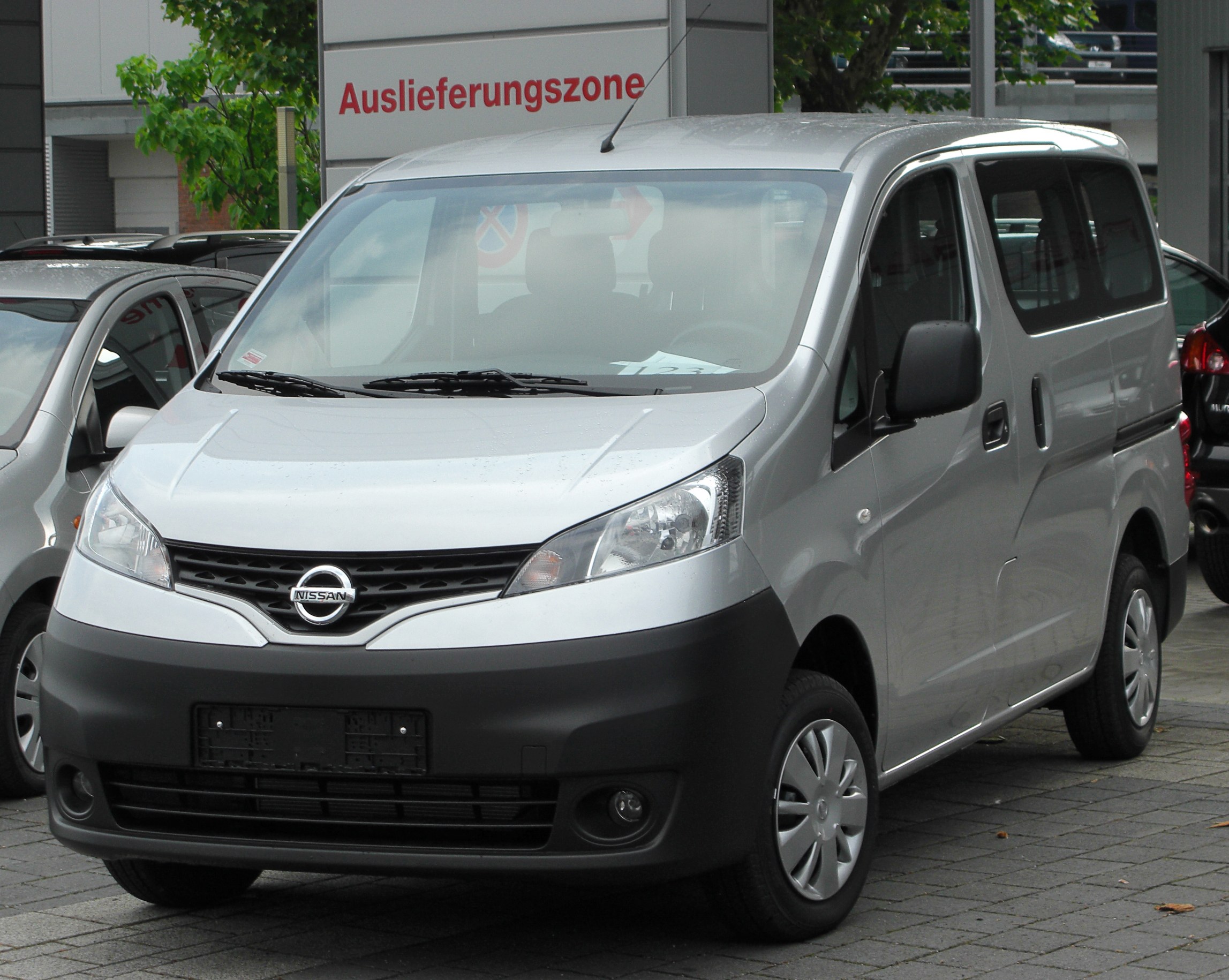
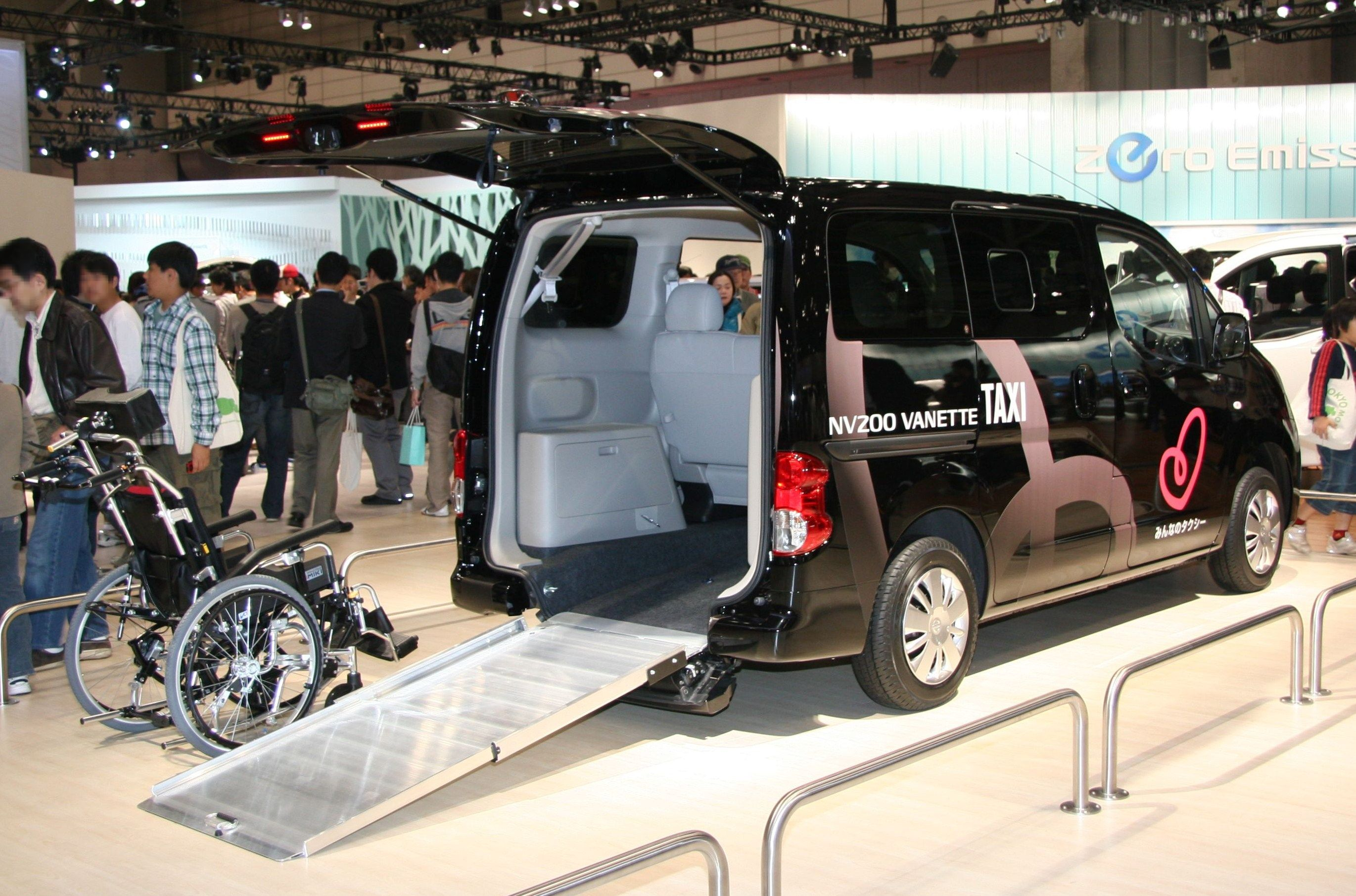
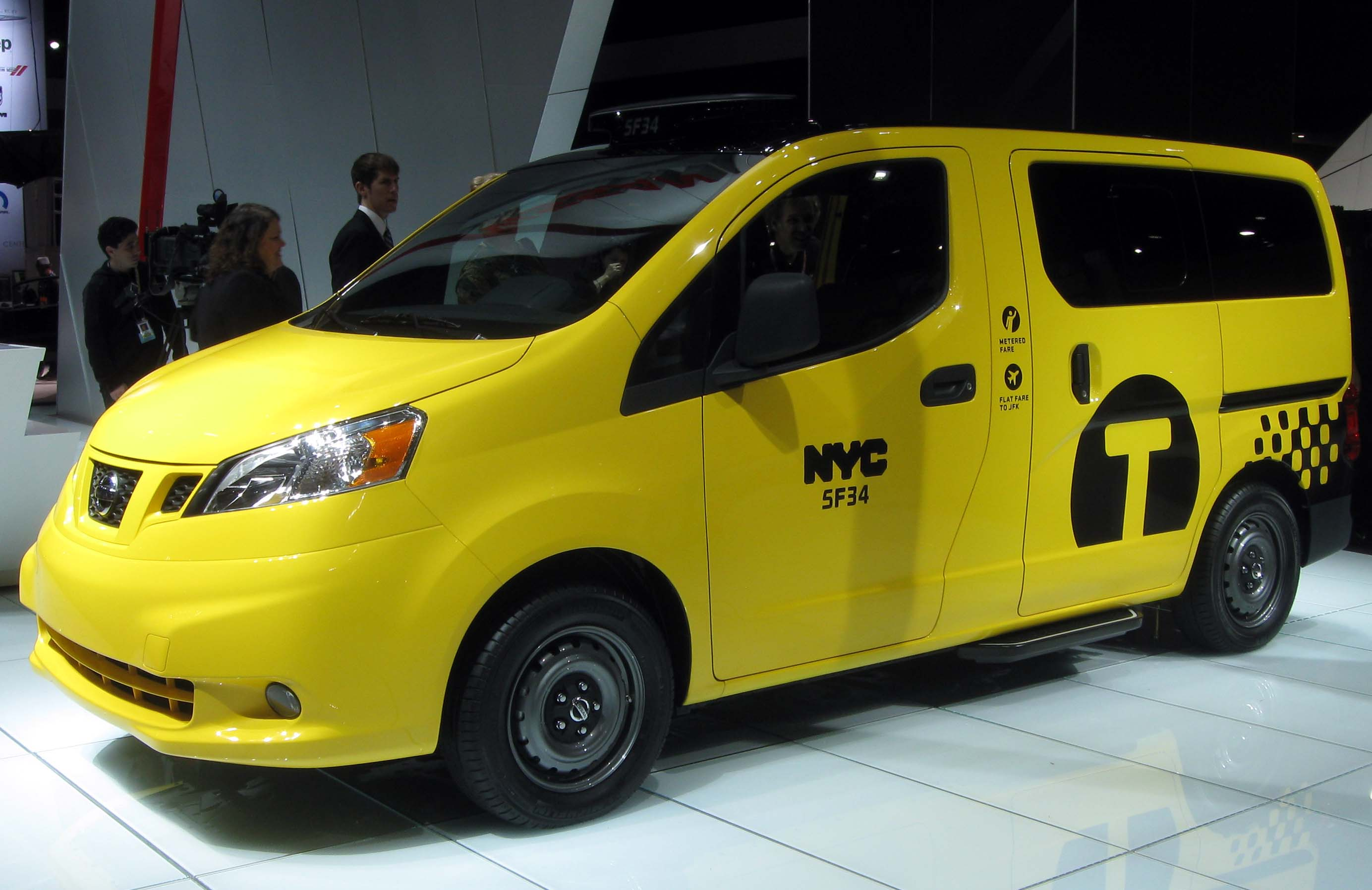